# David Porter

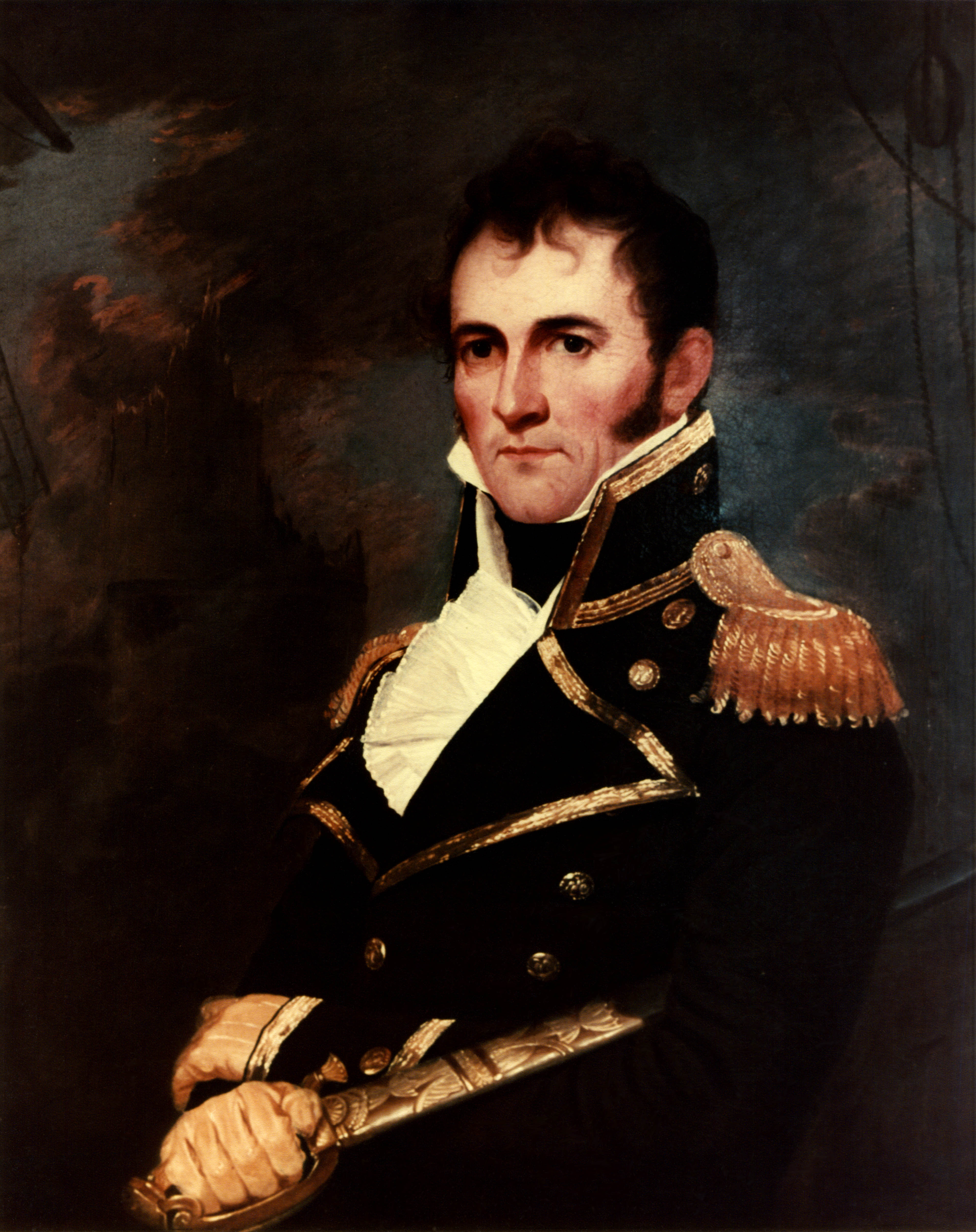
David Porter.

David Porter (Boston, 1 de fevereiro de 1780 - 3 de março de 1843) foi um oficial da Marinha dos Estados Unidos e mais tarde o comandante-em-chefe da Marinha do México e diplomata.
Serviu na Quase-guerra como aspirante naval e nas Guerras Berberes (1801-1807) como tenente.
Em novembro de 1824 atacou a cidade de Fajardo em Porto Rico, na época território do Império Espanhol, com um pequeno destacamento de desembarque, com 200 homens, pois o lugar teria abrigado piratas e insultado oficiais da Marinha. Ele forçou um pedido de desculpas, tendo sido posteriormente submetido a corte marcial por exceder as suas competências.
Deixou o serviço no México em 1829 e foi nomeado ministro dos Estados Unidos para os Estados da Berbéria. Faleceu em 1843 quando era embaixador dos Estados Unidos no Império Otomano. Foi sepultado no cemitério da Philadelphia Naval Asylum, e em 1845 transladado para o cemitério Woodlands em Filadélfia, Pensilvânia.